# Shekef
Shekef est une localité du conseil régional de Lakhish dans le district sud en Israël.
Shekef est situé à 39 km au sud de Jérusalem.
Sa population était de 426 habitants en 2017.